# Ciudad López Mateos
Ciudad López Mateos, tidigare San Francisco Atizapán, är en stad i centrala Mexiko och administrativ huvudort i kommunen Atizapán de Zaragoza i delstaten Mexiko. Staden ingår i Mexico Citys storstadsområde och hade 489 160 invånare vid folkmätningen 2010.
Ciudad López Mateos är en av de största och viktigaste närstäderna till Mexico City tillsammans med Coacalco, Naucalpan de Juárez, Ecatepec de Morelos, Tlalnepantla de Baz och Ciudad Nezahualcóyotl. Staden har sedan länge vuxit ihop med huvudstaden, och det finns goda förbindelser till Mexico Citys centrum. Staden är döpt efter politikern Adolfo López Mateos som föddes i San Francisco Atizapán år 1908.

## Bilder

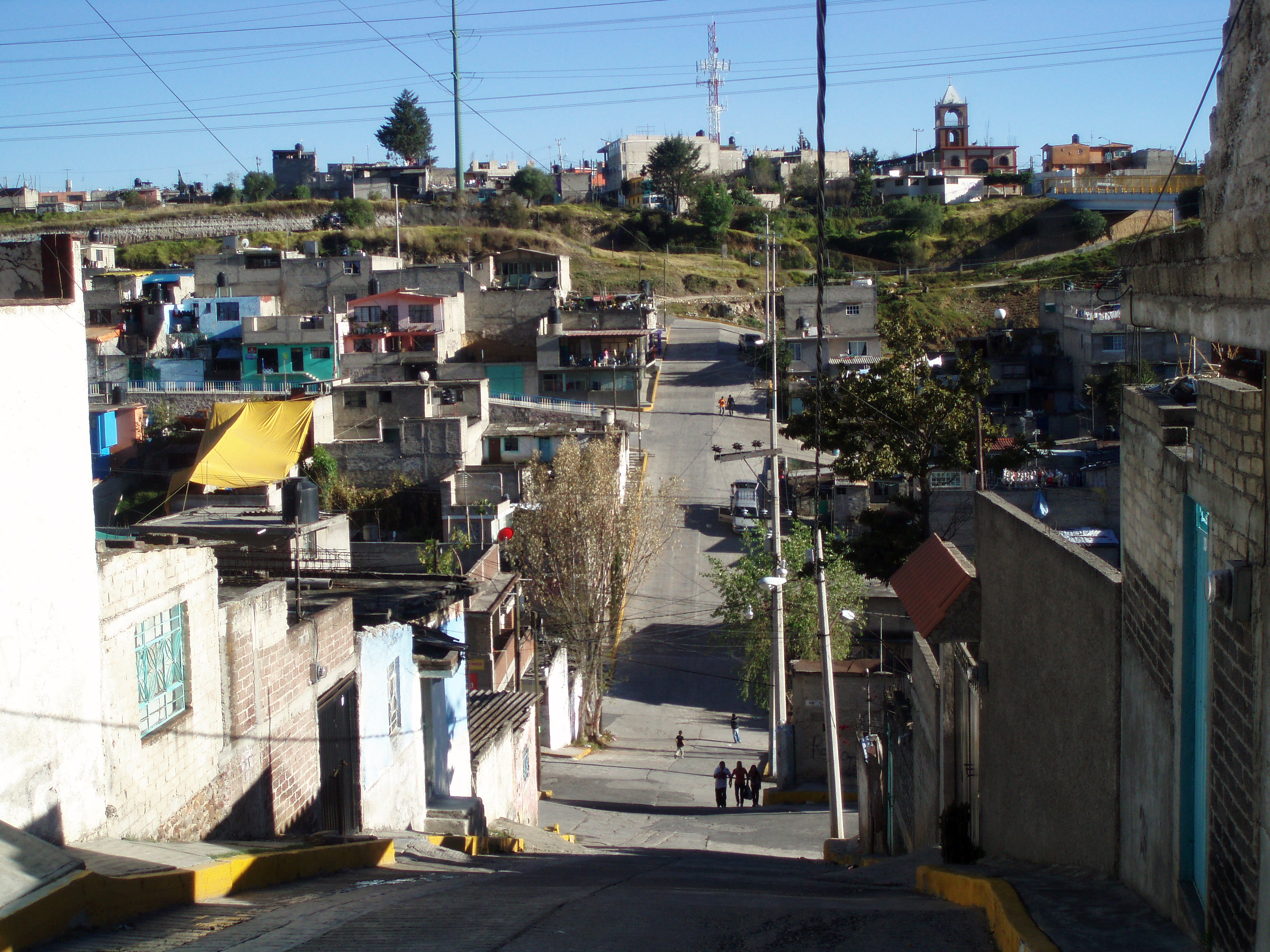
Colonia Maria Luisa, ett område i utkanten av staden.
Panorama.
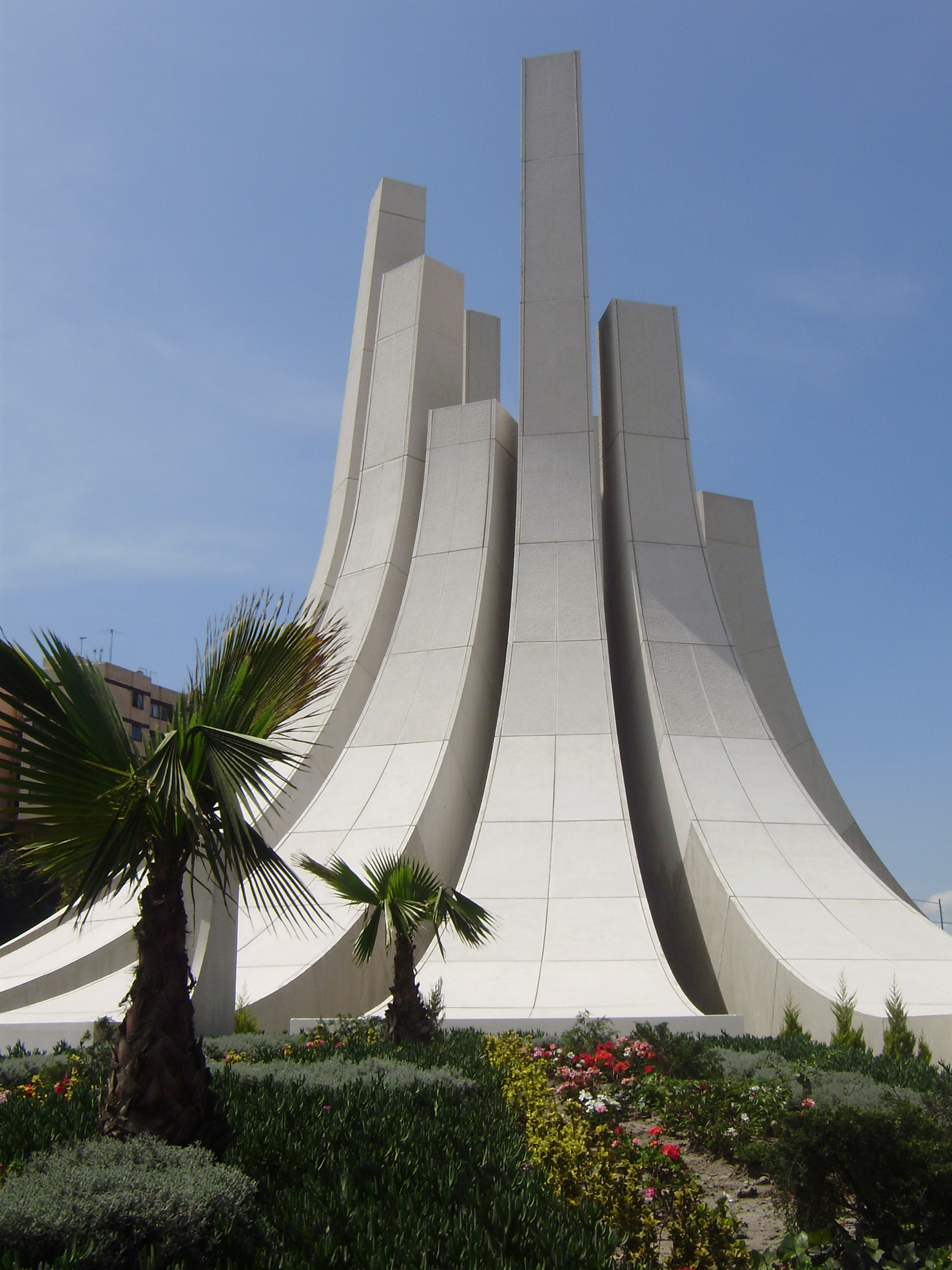
Skulptur vid Plaza de la Democracia.
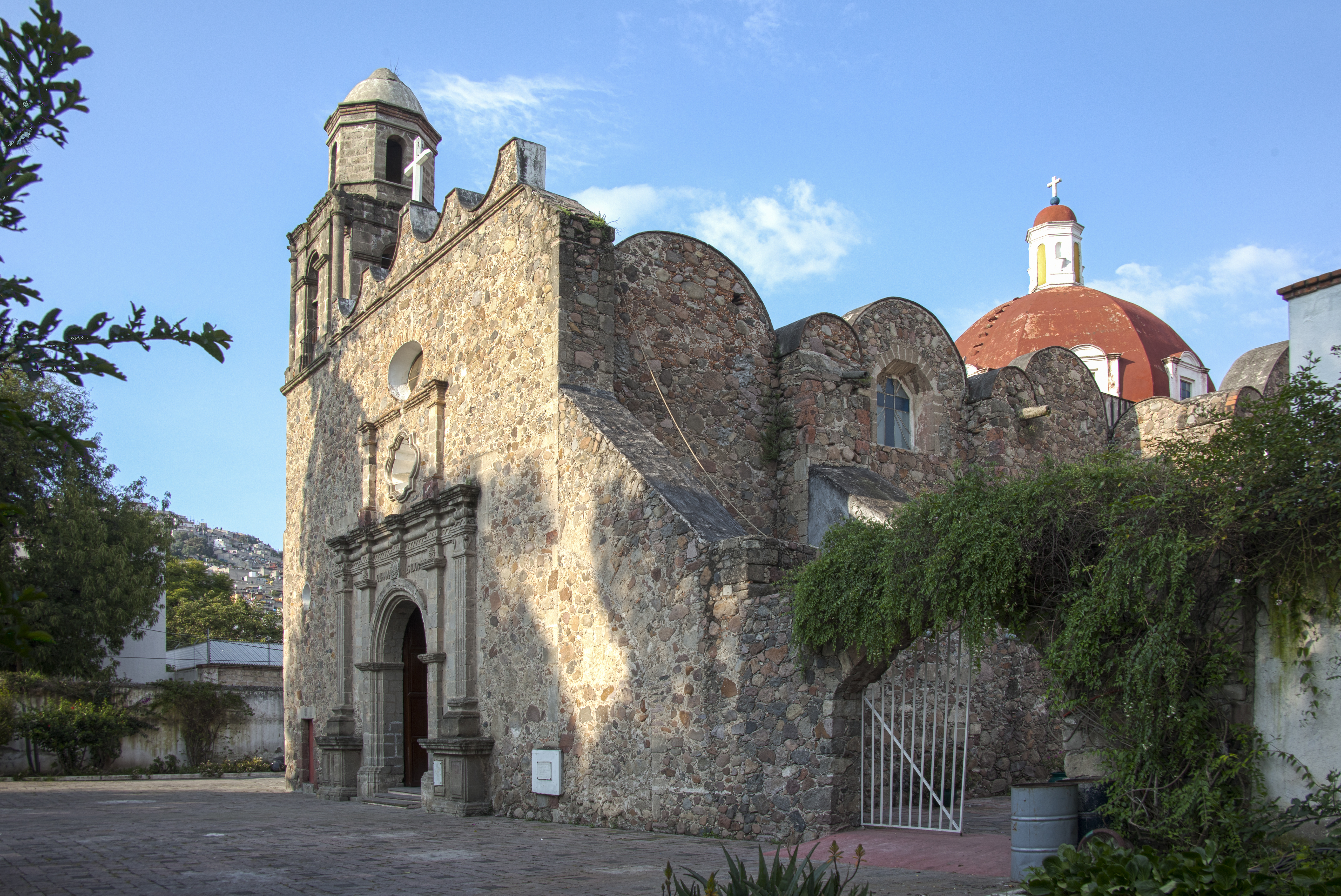
En kyrka i Ciudad López Mateos